# Бомбилья

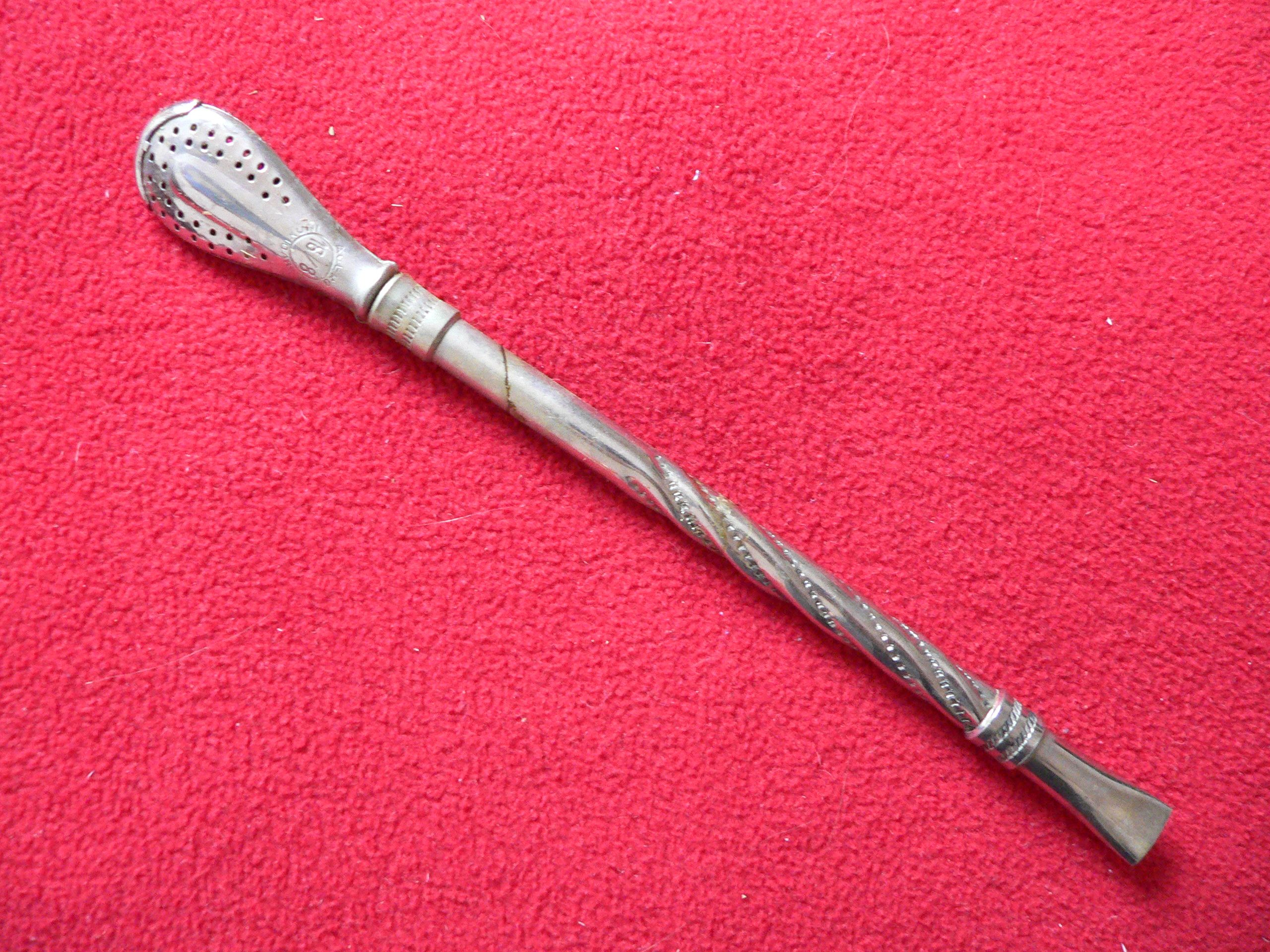
Серебряная бомбилья

Бомби́лья или бомби́жья (исп. bombilla — /bomˈbiʎa/, на риоплатском испанском произносится /bomˈbiʒa/ или /bom'biʃa/) — металлическая или деревянная трубочка с фильтром, через которую пьётся настой мате. Наследие колониальной эпохи, бомбильи обычно искусно декорированы. Кроме бомбильи, для питья используется также тростинка, выделываемая, соответственно, из тростника или американского бамбука, называемая по-испански «cañute» — «каньюте». Бомбилья почти всегда состоит из трёх частей и чаще всего изготавливается из металла: мундштук (который пьющий берёт в губы), узкая прямая металлическая трубка (хотя существуют образцы даже спиралевидной формы) и ситечко (выполняет роль фильтра, чтобы частички листьев не попадали в рот).